# Bistum Sacramento
Das Bistum Sacramento (lateinisch Dioecesis Sacramentensis, englisch Diocese of Sacramento) ist eine in den Vereinigten Staaten gelegene römisch-katholische Diözese mit Sitz in Sacramento, Kalifornien.

## Geschichte
Das Bistum Sacramento wurde am 28. Mai 1886 durch Papst Leo XIII. aus dem Bistum Grass Valley sowie Gebietsabtretungen des Erzbistums San Francisco errichtet und dem Erzbistum San Francisco als Suffraganbistum unterstellt. Am 27. März 1931 gab das Bistum Sacramento Teile seines Territoriums zur Gründung des Bistums Reno-Las Vegas ab. Eine weitere Gebietsabtretung erfolgte am 13. Januar 1962 zur Gründung des Bistums Stockton. Am 15. September 1966 gab das Bistum Sacramento das Gebiet Alpine County an das Bistum Stockton ab.

## Territorium
Das Bistum Sacramento umfasst den nordöstlichen Teil des Bundesstaates Kalifornien.

## Bischöfe von Sacramento
- Patrick Manogue, 1886–1895
- Thomas Grace, 1896–1921
- Patrick Joseph James Keane, 1922–1928
- Robert John Armstrong, 1929–1957
- Joseph Thomas McGucken, 1957–1962, dann Erzbischof von San Francisco
- Alden John Bell, 1962–1979
- Francis Anthony Quinn, 1979–1993
- William Keith Weigand, 1993–2008
- Jaime Soto, seit 2008